# Blake Lively
Blake Ellender Brown, professionellt namn Blake Lively, född 25 augusti 1987 i Tarzana i Los Angeles, Kalifornien, är en amerikansk skådespelare och fotomodell. 
Lively inledde sin karriär som elvaåring då hon medverkade i filmen Sandman (1998) som regisserades av hennes far.
Genombrottet kom dock 2005 då hon fick rollen som Bridget i den bokbaserade filmen Systrar i jeans. 2010 var hon aktuell som Serena van der Woodsen i den bokbaserade TV-serien Gossip Girl som gått på den amerikanska TV-kanalen The CW.

## Biografi
Lively föddes i Los Angeles-området som dotter till skådespelarna Ernie och Elaine Lively. Hon växte upp som en Southern Baptist. Hon har fyra syskon, Robyn, Lori, Jason och Eric. Båda hennes föräldrar och hennes syskon är eller har varit i underhållningsbranschen. Hon använder sin fars födelsenam, Brown, privat, medan hon föredrar Lively som skådespelarnamn. 
Som barn fick Lively hemundervisning, en av hennes klasskamrater var hennes framtida motspelare och pojkvän Penn Badgley. Lively gick på Burbank High School i Burbank där hon bland annat deltog i Burbank High Schools kör och cheerleadinglag. Lively berättade i en intervju för Seventeen Magazine 2008 att hon studerat vid tretton olika skolor. Hon ville egentligen studera på Stanford University. Lively var inte alls intresserad av skådespeleri, men under sommaren mellan junior- och senioråren ordnade hennes bror, Eric, så att hans agent skickade ut henne på några provspelningar. Detta ledde till att Lively fick rollen som Bridget i långfilmen Systrar i jeans.

## Privatliv
År 2012 gifte sig Lively med skådespelaren Ryan Reynolds. Paret har tre döttrar och en son tillsammans.

## Filmografi (i urval)
| År        | Titel                  | Roll                   | Övrigt                 |
| --------- | ---------------------- | ---------------------- | ---------------------- |
| 1998      | Sandman                | Trixie/Tooth Fairy     | Mindre roll (kortfilm) |
| 2005      | Systrar i jeans        | Bridget "Bee" Vreeland | Huvudroll              |
| 2006      | Accepted               | Monica Moreland        | Biroll                 |
| 2006      | Simon Says             | Jenny                  | Biroll                 |
| 2007      | Elvis and Anabelle     | Anabelle Leigh         | Huvudroll              |
| 2007–2012 | Gossip Girl            | Serena van der Woodsen | Huvudroll (TV-serie)   |
| 2008      | Systrar i jeans 2      | Bridget "Bee" Vreeland | Huvudroll              |
| 2009      | New York, I Love You   | Gabrielle DiMarco      | Mindre roll            |
| 2009      | Pippa Lees hemliga liv | Tonåriga Pippa Lee     | Biroll                 |
| 2010      | The Town               | Krista Coughlin        | Mindre roll            |
| 2011      | Green Lantern          | Carol Ferris           | Biroll                 |
| 2012      | Hick                   | Glenda                 | Biroll                 |
| 2012      | Savages                | Ophelia "O" Sage       | Huvudroll              |
| 2015      | The Age of Adaline     | Adaline                | Huvudroll              |
| 2016      | Café Society           | Kat                    | Biroll                 |
| 2016      | The Shallows           | Nancy                  | Huvudroll              |
| 2016      | All I See Is You       | Gina                   | Huvudroll              |
| 2018      | A Simple Favor         | Emily Nelson           | Huvudroll              |
| 2024      | Deadpool & Wolverine   | Ladypool               | Röst                   |
| 2024      | Det slutar med oss     | Lily Bloom             | Huvudroll              |
| 2025      | Another Simple Favor   | Emily Nelson           | Huvudroll              |

## Priser och nomineringar
| År   | Gala                        | Kategori                               | Film/TV-serie      | Resultat  |
| ---- | --------------------------- | -------------------------------------- | ------------------ | --------- |
| 2005 | Teen Choice Award           | Choice Movie Breakout- Female          | Systrar i jeans    | Nominerad |
| 2008 | Teen Choice Award           | Choice TV Actress Drama                | Gossip Girl        | Vann      |
| 2008 | Teen Choice Award           | Choice TV Breakout Star-Female         | Gossip Girl        | Vann      |
| 2008 | Newport Beach Film Festival | Achievement Award-Breakout Performance | Elvis and Anabelle | Vann      |
| 2009 | Prism Awards                | Performances in a Drama Episode        | Gossip Girl        | Nominerad |